# Caporal
|  | Per a altres significats, vegeu «caporal (rang policial)». |

Caporal és un grau militar de tropa o marineria immediatament superior al de soldat de primera classe i inferior al de sergent, essent el grau més baix dins la jerarquia militar. En moltes forces armades es distingeix entre caporal de primera classe i, subordinat en aquest, caporal simple. El codi de grau OTAN per al caporal és OR3 (caporal) i OR4 (caporal de primera classe). Segons els exèrcits, aquest grau el poden ocupar soldats de lleva, o bé estar reservat a militars professionals. Caporal és el 3r grau a les Forces Armades d'Espanya (Exèrcit de Terra, Armada, Exèrcit de l'Aire i Guàrdia Civil) per damunt del soldat i soldat primer; i per davall del caporal primer i el caporal major.

## Insígnies de caporal

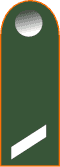
Gefreiter Alemanya
Coporal Estats Units (Exèrcit)
Coporal Estats Units (Marines)
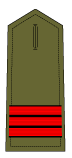
Cabo Espanya
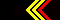
Caporal-chef de première classe França
רב טוראי - Rav turai Israel
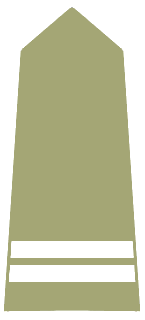
Kapral Polònia
Coporal Regne Unit (RAF)
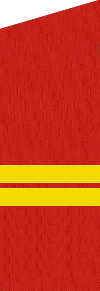
Eфрейтор - Iefréitor Rússia